# Nischnesortymski
Nischnesortymski (russisch Нижнесорты́мский) ist eine ländliche Siedlung im Autonomen Kreis der Chanten und Mansen/Jugra (Russland) mit 10.314 Einwohnern (Stand 14. Oktober 2010).

## Geographie
Die Siedlung liegt im Zentralteil des Westsibirischen Tieflandes, etwa 220 km Luftlinie nordöstlich des Kreisverwaltungszentrums Chanty-Mansijsk am linken Ufer des rechten Ob-Nebenflusses Pim.
Nischnesortymski gehört zum Rajon Surgutski und liegt gut 150 km nordwestlich von dessen Verwaltungszentrum Surgut.

## Geschichte
1974 wurde im Gebiet der heutigen Siedlung die Erdöllagerstätte Nischnesortymskoje entdeckt. Sie erhielt ihre Bezeichnung nach der Lage am Unterlauf (russisch nischne- für unter-) der etwas weiter nördlich in den Pim mündenden Sortymka (auch Sortym-Pim), dessen Name wiederum von den chantischen Wörtern sort für Hecht und ym für gut abgeleitet ist.
In den 1980er-Jahren wurde mit der Ausbeutung der Lagerstätte begonnen, und 1988 entstand eine gleichnamige Arbeitersiedlung, die zur gut 90 km südlich gelegenen damaligen Siedlung städtischen Typs Ljantorski – heute Stadt Ljantor – gehörte.
Am 14. Oktober 1991 wurde der Ort als selbständige Siedlung Nischnesortymski ausgegliedert. Trotz ihres städtischen Charakters mit vorwiegend mehrstöckigen Plattenbauten besitzt Nischnesortymski bis heute (2012) den Status einer ländlichen Siedlung. Ein Bevölkerungswachstum bis auf etwa 25.000 ist geplant.

### Bevölkerungsentwicklung
| Jahr | Einwohner |
| ---- | --------- |
| 2002 | 10.572    |
| 2010 | 10.314    |

Anmerkung: Volkszählungsdaten

## Wirtschaft und Infrastruktur
Nischnesortymski ist Zentrum der Erdölförderung, die in dem Gebiet von Nischnesortymskneft betrieben wird, einer Filiale von Surgutneftegas. Daneben gibt es vorwiegend mit der Erdölwirtschaft in Verbindung stehende Transport- und Baubetriebe.
Straßenverbindung besteht in südlicher Richtung über Ljantor nach Surgut.